# Arapa Valentín
Arapa Valentín es una localidad peruana ubicada en el distrito de Canta, perteneciente a la provincia homónima del departamento de Lima, al centro oeste del Perú. 

## Ubicación
Arapa Valentín se ubica al noreste de la provincia de Canta, en el distrito de Canta, en el departamento de Lima.

## Demografía
En 2017 Arapa Valentín tenía una población de 4 habitantes y 5 viviendas.